# Tân Long, Phụng Hiệp
Tân Long là một Xã thuộc huyện Phụng Hiệp, tỉnh Hậu Giang, Việt Nam.

## Địa lý
Xã Tân Long nằm phía đông bắc huyện Phụng Hiệp, có vị trí địa lý:
- Phía đông giáp huyện Châu Thành
- Phía tây giáp xã Hoà Mỹ
- Phía nam giáp thành phố Ngã Bảy và xã Phụng Hiệp
- Phía bắc giáp xã Long Thạnh.

Xã Tân Long có diện tích 22,11 km², dân số năm 2022 là 18.748 người, mật độ dân số đạt 847 người/km².

## Hành chính
Xã Tân Long được chia thành 8 ấp gồm: Thạnh Lợi A1, Thạnh Lợi A2, Thạnh Lợi B, Thạnh Lợi C, Phụng Sơn, Phụng Sơn A, Phụng Sơn B, Long Phụng.

## Lịch sử
Ngày 24 tháng 8 năm 1999, Chính phủ Việt Nam ban hành Nghị định số 80/1999/NĐ-CP về việc thành lập xã Tân Long trên cơ sở 2.172 ha diện tích tự nhiên và 15.799 nhân khẩu của xã Long Thạnh.
Ngày 18 tháng 9 năm 2020, UBND tỉnh Hậu Giang ban hành Quyết định số 1639/QĐ-UBND về việc công nhận đô thị Tân Long là đô thị loại V.

## Kinh tế - xã hội
Xã Tân Long đã tập trung phát triển đô thị theo hướng thương mại–dịch vụ, công nghiệp, xây dựng và nông nghiệp hàng hóa chất lượng cao.
Năm 2018, xã có dân số 13.427 người. Xã có gần 600 cơ sở sản xuất kinh doanh, giải quyết việc làm cho trên 7.700 lao động địa phương.
Giai đoạn 2017-2019, tốc độ tăng trưởng kinh tế của xã Tân Long đạt 7,01%/năm. Với cơ cấu kinh tế: 
- Nông, lâm nghiệp chiếm 32,4%
- Thương mại-dịch vụ chiếm 44,8%
- Công nghiệp-xây dựng chiếm 22,8%.

Giá trị gia tăng thương mại-dịch vụ trên địa bàn đạt 128,10 tỷ đồng.
Tổng thu ngân sách trên địa bàn ngày càng tăng, năm 2019 đạt 7,1 tỷ đồng.
Thu nhập bình quân đầu người cuối năm 2019 bằng 0,78 lần so bình quân đầu người cả nước, đạt 45,5 triệu đồng/người/năm, đời sống người dân được cải thiện mọi mặt. Tỷ lệ hộ nghèo cuối 2019 giảm còn 4,21%.

### Giáo dục
Xã Tân Long có 6 trường thuộc các cấp học:
1. Trường MG Tân Long: Tỉnh lộ 925B, ấp Thạnh Lợi A1
2. Trường TH Tân Long 1: ấp Thạnh Lợi A1
3. Trường TH Tân Long 2: ấp Phụng Sơn (Điểm A), Ấp Long Phụng (Điểm B)
4. Trường TH Tân Long 3: ấp Phụng Sơn A
5. Trường THCS Tân Long: Tỉnh lộ 925B, ấp Thạnh Lợi A1
6. Trường THPT Tân Long: Tỉnh lộ 925B, ấp Thạnh Lợi A1.

## Văn hóa
Xã Tân Long có 8/8 ấp đều đạt chuẩn văn hóa.
Xã đẩy mạnh xây dựng đời sống văn hóa và nếp sống văn minh đô thị để đạt mục tiêu xã văn hóa và xứng tầm thị trấn tương lai.